# Tom Capone
Tom Capone, nome artístico de Luís Antônio Ferreira Gonçalves (Brasília, 27 de dezembro de 1966 – Los Angeles, 2 de setembro de 2004), foi um produtor musical, instrumentista e compositor brasileiro.

## Biografia
Tom Capone começou carreira como guitarrista na década de 1980 em Brasília, onde tocou nas bandas Peter Perfeito e Detrito Federal. Mudou-se para o Rio de Janeiro onde iniciou trabalho como produtor musical. Em 1998, entrou para a gravadora Warner Music Brasil como diretor artístico.
Consagrou-se como um dos maiores produtores musicais do país, dono de uma audição detalhista e apurada que fazia toda a diferença na finalização de um disco.
Produziu grandes nomes da música brasileira como Raimundos, Legião Urbana, Renato Russo, Skank, O Rappa, Maria Rita, Catedral, Gilberto Gil, Lenine, Oswaldo Montenegro, Herbert Vianna, Marisa Monte, Detonautas Roque Clube, Milionário & José Rico e Preta Gil. Em um de seus últimos trabalhos, o disco O Silêncio Q Precede O Esporro, a banda O Rappa chegou a esperar até seis meses para poder contar com a produção de Tom.

## Vida pessoal
Casou-se com Constança Scofield, ex-integrante do grupo Penélope, com quem teve um filho, Bento Magno Baptista Gonçalves. Também deixou dois filhos de um casamento anterior com Ana Cristina Leal Lauande, Nico Lauande Gonçalves e Victoria Lauande Gonçalves.

## Morte
Faleceu em 2 de setembro de 2004, vítima de um acidente de motocicleta em Los Angeles, EUA, quando voltava da cerimônia do Grammy Latino, onde concorreu em 5 categorias, ganhando pelo disco de Maria Rita, Maria Rita. Na época estava produzindo os novos discos de Gilberto Gil, e sua amiga Maria Rita e a banda Barão Vermelho.